# Pidlisți, Izeaslav
Pidlisți (în ucraineană Підлісці) este un sat în comuna Șciurivți din raionul Izeaslav, regiunea Hmelnîțkîi, Ucraina.

## Demografie
Componența lingvistică a localității Pidlisți
     Ucraineană (99,29%)
     Alte limbi (0,71%)
Conform recensământului din 2001, majoritatea populației localității Pidlisți era vorbitoare de ucraineană (99,29%), existând în minoritate și vorbitori de alte limbi.